# 3. Flieger-Division (1938–1939)
Die 3. Flieger-Division war ein Großverband der Luftwaffe der Wehrmacht im Zweiten Weltkrieg. Es bestand keine organisatorische Verbindung zur 3. Flieger-Division (1943–1945).

## Geschichte
Die 3. Flieger-Division wurde am 1. August 1938 in Münster aus der Dienststelle des Höheren Fliegerkommandeurs 4 gebildet. Am 11. November 1938 erhielt sie die Bezeichnung 22. Flieger-Division, kehrte aber am 1. Februar 1939 zur alten Bezeichnung wieder zurück. Sie war am 1. September 1939, der Luftflotte 2 im Westdeutschland unterstellt. Am 28. September wurde sie in das Kommando General z.b.V. umgewandelt.

## Personen

### Divisionskommandeur
| Dienstgrad   | Name            | Datum                                 |
| ------------ | --------------- | ------------------------------------- |
| Generalmajor | Richard Putzier | 1. August 1938 bis 28. September 1939 |

### Erster Generalstabsoffizier
| Dienstgrad | Name           | Datum                                 |
| ---------- | -------------- | ------------------------------------- |
| Major      | Karl Hentschel | 1. August 1938 bis 28. September 1939 |

## Unterstellung
| Unterstellung               | von            | bis                |
| --------------------------- | -------------- | ------------------ |
| Luftwaffengruppenkommando 2 | 1. August 1939 | Februar 1939       |
| Luftflotte 2                | Februar 1939   | 28. September 1939 |

## Unterstellte Verbände
| Verbände am 1. September 1939 | Flugzeuge | Flugzeuge     | Flugzeugtypen   | Liegeplatz | Lage               |
| Verbände am 1. September 1939 | Ist       | Einsatzbereit | Flugzeugtypen   | Liegeplatz | Lage               |
| Stab/Kampfgeschwader 54       | 6         | 6             | Heinkel He 111P | Fritzlar   | 51.115808 9.286966 |
| I./Kampfgeschwader 54         | 33        | 30            | Heinkel He 111P | Fritzlar   | 51.115808 9.286966 |
| II./Kampfgeschwader 28        | 33        | 34            | Heinkel He 111P | Gütersloh  | 51.922833 8.306333 |
| 1./Kampfgeschwader 25         | 12        | 12            | Junkers Ju 88A  | Jever      | 53.5335 7.888667   |
| Insgesamt                     | 84        | 82            |                 |            |                    |

Anmerkungen
1. ↑  Bedeutung der Abkürzungen, siehe Organisation der Geschwader
2. ↑  Iststärke (die tatsächlich in der Einheit vorhandenen Flugzeuge)
3. ↑  Einsatzbereit (abflugbereite Flugzeuge)